# メリー・デ・リラ駅
メリー・デ・リラ駅(フランス語: Mairie des Lilas)は、セーヌ＝サン＝ドニ県レ・リラにあるパリメトロ11号線の終着駅である。駅名はレ・リラ市役所の意味。
1937年2月17日にポルト・デ・リラ駅よりパリメトロ11号線が延伸され開業した。駅の近くには11号線の小規模な地下車庫がある。